# Aurignacien
Aurignacien (franc.) je kultura mlađega paleolitika, čiji je nositelj »moderni« čovjek (Homo sapiens sapiens); nazvana po mjestu Aurignac u južnoj Francuskoj. Raširena u zapadnoj, središnjoj i jugoistočnoj Europi u više regionalnih inačica. Počinje od približno 40.000 pr. Kr. – 36.000 pr. Kr. i traje do približno 28.000 pr. Kr. – 26.000 pr. Kr. U njezinim se zapadnim područjima, na stijenama špilja, pojavljuju prva umjetnička ostvarenja: otisci ljudskih ruku, crteži i gravire shematiziranih životinja pretežito u profilu, steatopigni ženski kipići od kamena pješčenjaka i bjelokosti (najstariji je primjer figurativne umjetnosti Venera iz špilje Hohle Fels kraj Schelklingena u Baden-Württembergu), životinjski kipići od bjelokosti i dr.

## Poveznice
- Venera iz Hohle Felsa
- Venera iz Willendorfa
- Lavlji čovjek